# Porażenia nerwów kończyny górnej

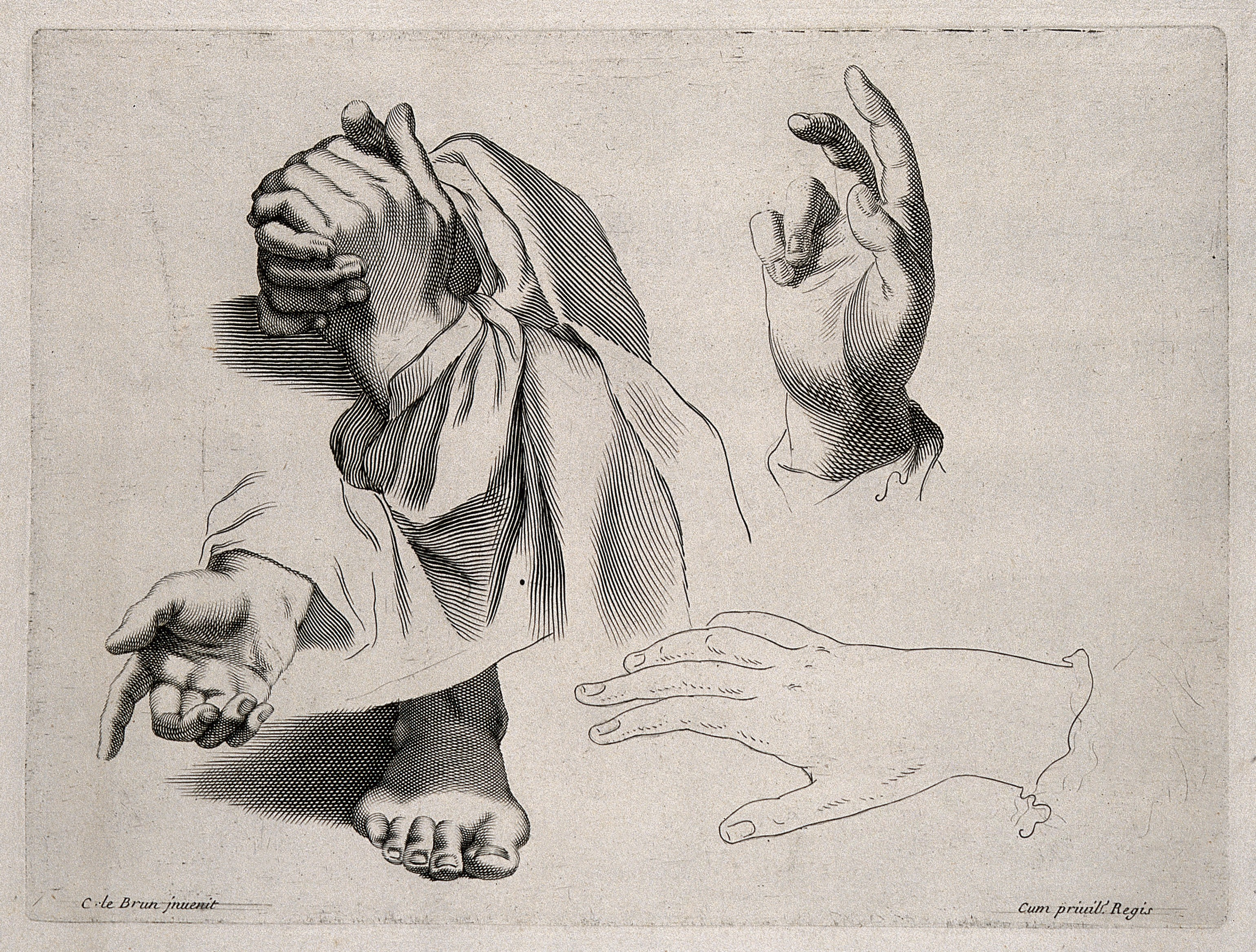
Ułożenie palców w ręce błogosławiącej (na rysunku po prawej u góry).

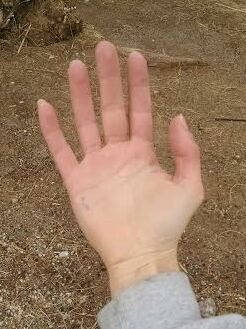
Przykład ręki małpiej.

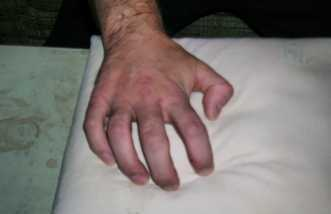
Ręka szponiasta

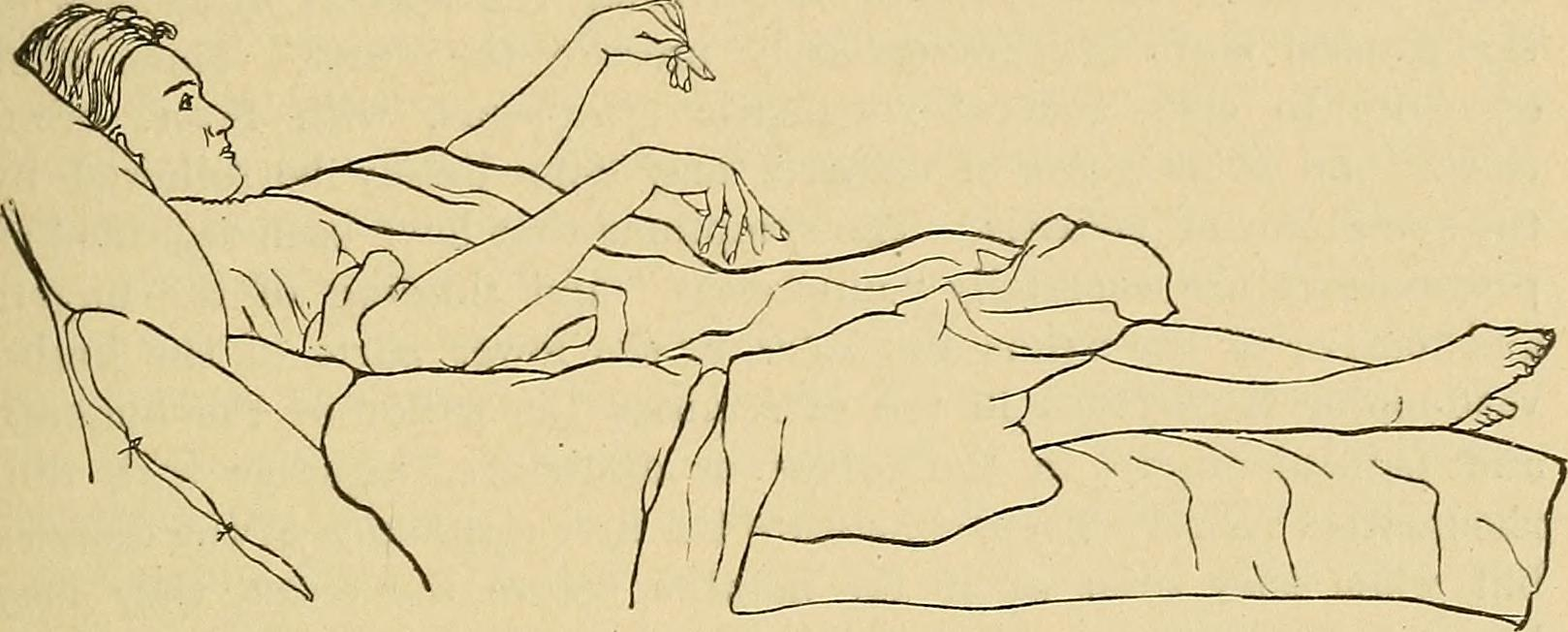
Rycina przedstawiająca człowieka z ręką opadającą (1907)

Porażenie nerwu – w sensie funkcjonalnym jest to upośledzenie jego funkcji. W przypadku komponentów ruchowych jest to zaburzenie ruchów wykonywanych przez unerwiane mięśnie (lub jeden mięsień), w przypadku komponentów czuciowych – zaburzenie czucia.

## Objawy porażeń konkretnych nerwów kończyny górnej
- Nerw pośrodkowy
  - utrudnione czynne nawracanie przedramienia
  - w znacznym stopniu osłabione zginanie w stawie promieniowo-nadgarstkowym
  - znaczne utrudnienie zginania palców (niemożliwe zaciśnięcie pięści)
  - przy próbie zaciśnięcia pięści powstaje tzw. ręka błogosławiąca (ang. hand of benediction)
  - znacznie upośledzone ruchy kciuka
  - kciuk ustawia się w płaszczyźnie dłoni – ręka małpia (ang. ape hand)
  - zaburzenia czucia na obszarze promieniowej strony dłoni, dłoniowej powierzchni palców od kciuka do środkowego, i promieniowej połowy palca serdecznego, oraz na obszarze grzbietowym w obrębie paliczków środkowego i dalszego palców od kciuka do serdecznego włącznie[2]

- Nerw mięśniowo-skórny
  - osłabienie zginania w stawie łokciowym
  - osłabienie odwracania przedramienia (mięsień dwugłowy ramienia)
  - zaburzenia czucia wzdłuż promieniowej strony przedramienia[2]

- Nerw łokciowy
  - osłabione przywodzenie i zginanie ręki w stawie promieniowo-nadgarstkowym
  - upośledzone ruchy palców od wskazującego do serdecznego
  - niemal całkowicie niemożliwe przywodzenie i odwodzenie palców
  - mały palec oddala się od palca serdecznego
  - ręka szponiasta
  - szponiastość najsilniejsza dla palców serdecznego i małego[2]

- Nerw promieniowy
  - upośledzone lub uniemożliwione całkowite prostowanie przedramienia
  - odwracanie przedramienia wyłącznie przez mięsień dwugłowy ramienia
  - ręka opadająca
  - zniesione prostowanie w stawach śródręczno-paliczkowych
  - porażone prostowanie kciuka i znacznie osłabione jego odwodzenie[2]
  - zaburzenia czucia bocznej części okolicy tylnej ramienia, tylnej powierzchni przedramienia, grzbietu ręki po stronie promieniowej oraz skóry powierzchni grzbietowej palców kciuka i wskazującego i połowy palca środkowego, do wysokości bliższej połowy paliczka środkowego[2]